# Meliola paulliniae
Meliola paulliniae är en svampart som beskrevs av F. Stevens 1916. Meliola paulliniae ingår i släktet Meliola och familjen Meliolaceae.   Inga underarter finns listade i Catalogue of Life.